# Diplaziopsidaceae
Diplaziopsidaceae (lat. Dennstaedtiaceae), porodica papratnjača u redu osladolike. Imenovana je po rodu Diplaziopsis. Postoji nekoliko vrsta (5) unutar dva roda raširenih po dijelovima Sjeverne Amerike, Azije, Oceanije i Europe.
Porodica je opisana 2011.

## Rodovi
1. Diplaziopsis C. Chr.
2. Homalosorus Small ex Pic. Serm.